# Parchi tematici degli Universal Studios
Gli Universal Studios possiedono dei parchi a tema con attrazioni basate sui film prodotti.

## Parchi aperti
- Universal Studios Hollywood
- Universal Orlando Resort
  - Universal Studios Florida
  - Universal's Islands of Adventure
  - Universal Epic Universe[1] [2]
- Universal Studios Japan
- Universal Studios Singapore
- Universal Studios Beijing

## Parchi in costruzione
- Universal Kids Resort[3]: primo parco a tema progettato specificamente per famiglie con bambini piccoli  a Frisco in Texas.

- Universal Studios Great Britain[4]: primo parco europeo, sorgerà a Bedford nel Bedfordshire, con una possibile apertura nel 2031.

## Parchi cancellati
- Universal Studios Dubailand: il progetto è stato cancellato nel 2016;

- Universal Studios Moscow;
- Universal Studios South Korea: il progetto è stato cancellato nell'aprile 2020. Il governo provinciale ha annunciato che il piano di costruire il parco tematico è stato cancellato; hanno invece firmato un contratto con lo Shinsegae Property Consortium per sviluppare un nuovo parco a tema.

## Attrazioni
- E.T. Adventure (Chiuso agli Universal studios Hollywood e Universal Studios Japan)
- Fear Factor Live! (Universal studios Florida. Chiuso agli universal studios Hollywood)
- Shrek 4-D
- Van Helsing Fortress Dracula
- Waterworld: A Live Sea War Spectacular (Universal Studios Hollywood e Universal Studios Japan)
- The Simpsons Ride (Universal Studios Florida e Universal Studios Hollywood)
- Revenge of the Mummy (Universal Studios Florida, Universal Studios Hollywood, Universal Studios Japan e Universal Studios Singapore)
- Back to the Future: The Ride (Universal Studios Japan. Chiuso agli Universal Studios Florida e Universal Studios Hollywood)
- Jurassic Park River Adventure (Universal's Islands of Adventure, Universal Studios Japan e Universal Studios Hollywood)
- T2 3-D: Battle Across Time
- Hollywood Animal Actors
- The Blues Brothers
- Backdraft
- Jaws (Universal Studios Japan)
- Transformers The Ride (Universal Studios Hollywood, Universal Studios Florida e Universal Studios Singapore)
- House of Horrors (Universal Studios Hollywood)
- Kongfrontation and King Kong (Chiuso nel 2002 agli Universal Studios Florida, distrutto da un incendio agli Universal Studios Hollywood nel 2008 e non sarà ricostruito)
- Harry Potter (Orlando, Florida e Japan)
- Mario Kart: Koopa's Challenge (Japan)